# Juraj Miklušica
Juraj Miklušica (14 de abril de 1938 — 26 de agosto de 2018) é um ex-ciclista olímpico tchecoslovaco. Representou sua nação nos Jogos Olímpicos de Verão de 1960.